# تویودا، شیزوئوکا
تویودا، شیزوئوکا (به لاتین: Toyoda) یک منطقهٔ مسکونی در ژاپن است که در ناحیه چوبو واقع شده‌است. تویودا  ۲۹٬۵۹۱ نفر جمعیت دارد.